# Astronidium storckii
Astronidium storckii là một loài thực vật thuộc họ Melastomataceae. Đây là loài đặc hữu của Fiji.